# SM-liiga 1999/2000
SM-liiga 1999/2000 byla 25. sezonou Finské ligy ledního hokeje. Mistrem se stal tým TPS Turku. Toto byla na dlouhou dobu poslední sezóna, kdy se dalo ze SM-liigy sestoupit. Soutěž byla poté až do roku 2008 uzavřena.

## Základní část
| Poř. | Tým                     | Z  | V  | R  | P  | VG  | IG  | +/-  | B  |
| ---- | ----------------------- | -- | -- | -- | -- | --- | --- | ---- | -- |
| 1    | TPS Turku               | 54 | 39 | 5  | 10 | 232 | 118 | +114 | 83 |
| 2    | Hämeenlinnan Pallokerho | 54 | 32 | 7  | 15 | 209 | 161 | +48  | 71 |
| 3    | Tappara Tampere         | 54 | 31 | 8  | 15 | 187 | 148 | +39  | 70 |
| 4    | Lukko Rauma             | 54 | 28 | 9  | 17 | 159 | 125 | +34  | 65 |
| 5    | Jokerit Helsinky        | 54 | 27 | 9  | 18 | 147 | 131 | +16  | 63 |
| 6    | IFK Helsinky            | 54 | 23 | 10 | 21 | 171 | 162 | +9   | 56 |
| 7    | Espoo Blues             | 54 | 19 | 10 | 25 | 163 | 165 | -2   | 48 |
| 8    | Ilves Tampere           | 54 | 19 | 9  | 26 | 151 | 190 | -39  | 47 |
| 9    | SaiPa Lappeenranta      | 54 | 16 | 13 | 25 | 154 | 185 | -31  | 45 |
| 10   | JYP Jyväskylä           | 54 | 13 | 13 | 28 | 158 | 211 | -53  | 39 |
| 11   | Ässät Pori              | 54 | 14 | 9  | 31 | 171 | 217 | -46  | 37 |
| 12   | Pelicans Lahti          | 54 | 8  | 8  | 38 | 108 | 197 | -89  | 24 |

## Play off

### Čtvrtfinále
- TPS Turku - Ilves Tampere 3:0 (6:3, 7:1, 4:3 P)
- Hämeenlinnan Pallokerho - Espoo Blues 3:1 (5:2, 3:4 P, 8:1, 4:1)
- Tappara Tampere - IFK Helsinky 1:3 (1:3, 2:3 P, 5:3, 4:5)
- Lukko Rauma - Jokerit Helsinky 1:3 (1:0, 2:3 P, 0:1, 1:3)

### Semifinále
- TPS Turku - IFK Helsinky 3:1 (4:5, 3:1, 6:1, 4:2)
- Hämeenlinnan Pallokerho - Jokerit Helsinky 0:3 (3:4 P, 0:7, 3:4)

### O 3. místo
- Hämeenlinnan Pallokerho - IFK Helsinky 5:2 (hráno na jeden zápas)

### Finále
- TPS Turku - Jokerit Helsinky 3:1 (4:2, 4:1, 2:3, 2:1)